# Schönbrunnerbad

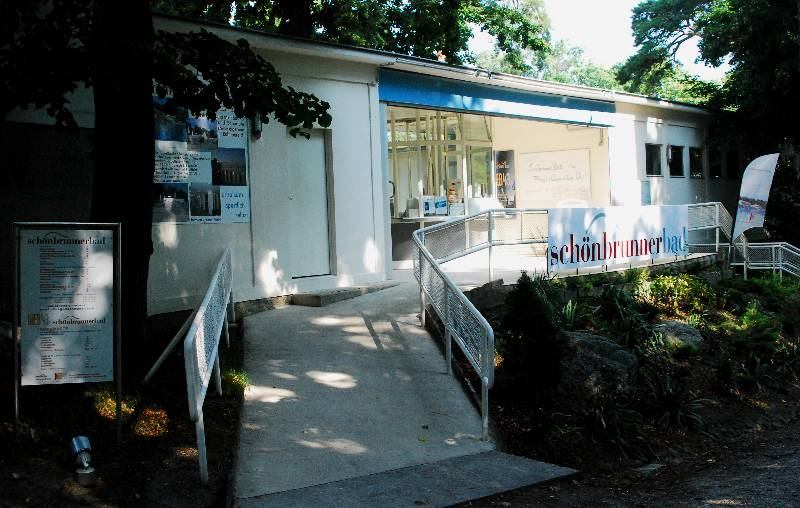
Eingang zum Schönbrunnerbad (2009)

Das Schönbrunnerbad ist ein Freibad im 13. Wiener Gemeindebezirk Hietzing. Es befindet sich am Park von Schloss Schönbrunn und bietet ein 50 m Sportschwimmbecken, ein weniger tiefes Familienbecken sowie einen Kinderpool.

## Geschichte
Das Bad liegt auf dem bewaldeten Abhang von der Geländestufe der Gloriette zum Blumenparterre hin, nahe dem Parkeingang Maria-Theresia-Tor, von der Hohenbergstraße (12. Bezirk) und der Grünbergstraße.
Das Wasserreservoir, in dem man auch baden konnte, wird in einem Brief aus dem Jahre 1838 des damals achtjährigen Erzherzogs Franz Joseph an seinen Bruder Maximilian erstmals erwähnt. Es wurde in der Ersten Republik als Militärschwimmschule verwendet. In der Zeit des Nationalsozialismus nutzte es die Wehrmacht, dann bis 1955 die britische Besatzungsmacht, da der 13. Bezirk, in dem das Bad liegt, zum britischen Sektor Wiens zählte.
Danach wurde das Bad der Öffentlichkeit zugänglich gemacht und im Jahre 1975 generalsaniert. Im Jahre 2000/01 wurde das Bad auf den neuesten Stand der Technik umgebaut und mit einer modernen Wasseraufbereitungsanlage ausgestattet. Das Schönbrunnerbad ist gegenwärtig ein privat geführtes Sommerbad.